# Бай, Джон
Подполковник Джон Бай, англ. John By (7 августа 1779, Ламбет, Лондон — 1 февраля 1836, Фрэнт, Восточный Сассекс) — британский военный инженер, главным достижением которого является сооружение канала Ридо, вокруг которого вырос названный в его честь город Байтаун, позднее под именем Оттава ставший столицей Канады. В оттавской топонимике и фольклоре известен как Полковник Бай.

## Биография
Родился в Ламбете (ныне район Лондона) в 1779 году. Учился в Королевской военной академии в Вулвиче. 1 августа 1799 года получил офицерский чин в королевской артиллерии, но 20 декабря того же года переведён в инженерные войска. В 1802 году впервые направлен в Канаду, где участвовал в фортификации города Квебек и в улучшении судоходности реки Святого Лаврентия. Во время Наполеоновских войн вернулся в Европу, где служил под командованием герцога Веллингтона в 1811—1815 годах.
По окончании войны Бай ушёл в отставку, но в 1826 году, ввиду его инженерного опыта в Канаде, был направлен туда руководить сооружением канала Ридо. Поскольку начало канала располагалось в не освоенной людьми, малонаселённой долине реки Оттава, его первая задача состояла в сооружении посёлка для строителей и вспомогательного персонала. Город был назван Байтаун в его честь, а позднее был переименован в Оттаву.
Помимо канала, в 1828 г. Бай также соорудил Мост Союза, соединявший Байтаун с промышленным посёлком Райтстаун (ныне сектор Халл г. Гатино), который основал Филемон Райт. Ныне на месте того моста находится Мост Шодьер.
Ещё одним памятным местом, связанным с деятельностью полковника, является Блокгауз в г. Мерриквилл — часть сооружений канала Ридо. В настоящее время в Блокгаузе находится исторический музей.
Канал был закончен через 6 лет и считался инженерным достижением своего времени. Однако Бай был отозван в Лондон по ложному обвинению в растрате средств. Парламентское расследование полностью его оправдало, однако ущерб его репутации был нанесён, и работа Бая по сооружению канала так и не получила официального одобрения. Бай умер в 1836 году и был похоронен в деревне Фрэнт в Восточном Суссексе на юго-востоке Англии.
Первый понедельник августа отмечается в городе Оттава как День полковника Бая. Это официальный нерабочий день в городе.

## Семья
Имел двух дочерей, которые обе умерли, не достигнув 30-летия. Хотя одна из них вышла замуж и имела детей, все они умерли в детстве и не оставили потомства.

## Наследие
В честь Джона Бая названы:
- Рынок Байуорд — культовое место Оттавы в районе Лоуэртаун
- Статуя, сооружённая в 1971 году в парке Мейджорс-Хилл, скульптор Жозеф-Эмиль Брюне
- Средняя школа имени Полковника Бая, район Глостер
- Шоссе Полковника Бая (en:Colonel By Drive) вдоль канала Ридо от Парламента и Шато-Лорье до водопадов Хогс-Бэк
- Один из корпусов Оттавского университета
- Марка, выпущенная в 1979 году почтой Канады в честь 200-летия